# Ігрежа-Нова (Мафра)
Ігрежа-Нова (порт. Igreja Nova; МФА: [i.ˈgɾɐj.ʒɐ ˈno.vɐ]) — парафія в Португалії, у муніципалітеті Мафра. Розташована в західній частині країни, на теренах історичної португальської провінції Ештремадура. Входить до складу округу Лісабон. За адміністративним поділом, чинним до 1976 року, терени парафії були складовою провінції Ештремадура. Належить до Католицької церкви. Патрон — Діва Марія. Площа — 25.5492 км². Населення — 3037 ос. (2011). Слабо урбанізований регіон. Густота населення — 118,87 осіб/км²
. Код — 110908.

## Населення
| Кількість мешканців | Кількість мешканців | Кількість мешканців | Кількість мешканців | Кількість мешканців | Кількість мешканців | Кількість мешканців | Кількість мешканців | Кількість мешканців | Кількість мешканців | Кількість мешканців | Кількість мешканців | Кількість мешканців | Кількість мешканців | Кількість мешканців |
| ------------------- | ------------------- | ------------------- | ------------------- | ------------------- | ------------------- | ------------------- | ------------------- | ------------------- | ------------------- | ------------------- | ------------------- | ------------------- | ------------------- | ------------------- |
| 1864                | 1878                | 1890                | 1900                | 1911                | 1920                | 1930                | 1940                | 1950                | 1960                | 1970                | 1981                | 1991                | 2001                | 2011                |
| 1 598               | 1 572               | 1 661               | 1 693               | 1 756               | 1 839               | 1 881               | 1 998               | 2 239               | 2 168               | 2 258               | 2 567               | 2 016               | 2 280               | 3 037               |